# Мартинус Осендарп
Мартинус (Тинус) Бернардус Осендарп (хол. Martinus Bernardus „Tinus” Osendarp; Делфт, 21. мај 1916 — Херлен, 20. јун. 2002) био је холандски атлетичар чија је специплност био спринт:на 100 м и 200 м.

## Спортска каријера
Осендарп је био фудбалер. Почепо је спринтати за забаву и откривен је као таленат. Свој први међународни успех постигао је 1934. године, када је на 1. Европском првенству 1934. у Торину освојио треће место на 200 метара, из свог сународника Кристијана Бергера. Осендарп је завршио као пети на 100 метара и освојио другу бронзану медаљу са штафетом 4 х 100 метара коју су чинили Ћерд Бурсма, Боб Јансен и Кристијан Бергер.
На Олимпијаким играма 1936. у Берлину освојио је још две бронзане медаље на 100 м и 200 м. Игре су одржане у нацистичкој Немачкој, а Осендарп је постао славан као најбржи бели спринтер иза црних Американаца. Могућа трећа медаља је изгубљена када је Осендарп испустио палицу у финалу штафете 4 к 100 м док се борио за друго место. Другог дана такмичења киша је направила стазу сјајаном и спором за полуфиналну трку на 100 метара. Упркос неповољним условима, Осендарп је и поново трчао својих 10,6 с, одмах иза америчког спринтера Ралфа Меткалфа. У финалу је трчао 10,5 с, иза Американаца Џесија Овенса 10,3 с и Ралфа Меткалфа 10,4 с. По повратку кући, Осендарп је од холанске штампе назван "најбољи бели спринтер".
Године 1938. на Европском првенству у Паризу Осендарп је освојио две европске титуле на 100 м и 200 м, што је једнако перформансу његовог сународника Кристијана Бергера из 1934. године.

## Каснији живот
Осендарп се, као полицајац у Хагу, придружио НСБ-у (Холандска национал социјалистичка партија) 1941. године, а СС 1943. Радио је за Зихерхајтсдинст (СД) (обавештајна служба СС-а), па је био укључен у хапшење бораца отпора. Године 1948. Осендарп је осуђен на 12 година затвора, али му је дозвољено да ради у рудницима угља како би изржавао своју породицу. Отпуштен је почетком 1953. године, али је наставио да ради у рудницима, неспособан и неприпремљен да се врати на свој ранији посао. Поред тога радио је као тренер локалних клубова у Мастрихту и Керкрадеју.